# موريس كلاين
موريس كلاين (بالإنجليزية: Morris Kline)‏ (و. 1908 – 1992 م) هو رياضياتي، ومؤرخ الرياضيات أمريكي، ولد في بروكلين، توفي في بروكلين، عن عمر يناهز 84 عاماً.

## التعليم
تعلم في معهد كورانت لعلوم الرياضيات، وجامعة نيويورك.

## جوائز
حصل على جوائز منها:
- زمالة غوغنهايم.